# Russische kerk (Nice)
De Russische kerk (Frans: Cathédrale Saint-Nicolas, Russisch: Собор святителя Николая Чудотворца) in Nice (Frankrijk) is de op een na oudste Russisch-orthodoxe kerk in West-Europa, en mogelijk ook het grootste Russisch-orthodoxe bouwwerk buiten Rusland.
Het eigendom van de kerk, officieel de Kathedraal van de Heilige Nikolaas, vormde de inzet van een juridische strijd tussen de Russische staat en de Russische gemeenschap in Nice.
In het begin van de 19e eeuw vormde de rijke Russische adel van die tijd een grote enclave in Nice, waar veel buitenlandse vorsten overwinterden vanwege het milde klimaat. In 1859 werd op aandringen van de Russische tsarina Alexandra Fjodorovna de eerste Russische kerk in Nice gebouwd. De Russische kroonprins Nikolaas stierf in 1865 in de Villa Bermond in het stadsdeel Tzarévitch in Nice. Zijn vader, tsaar Alexander II, kocht de villa en het grote omliggende terrein van sinaasappelplantages, liet alle gebouwen op het terrein afbreken en bouwde een kapel op de plek waar zijn zoon was overleden.
In 1903 werd begonnen met de bouw van de Kathedraal van de Heilige Nikolaas op deze plaats. De kerk werd in 1912 ingewijd. De kerk heeft de vorm van een Grieks kruis en is duidelijk geïnspireerd door de Basiliuskathedraal in Moskou, met een centrale bolvormige toren en vier kleinere bolvormige torens.
Op 2 december 1908 vaardigde Tsaar Nicolaas II een ‘oekaze’ (decreet) uit dat het terrein van de villa Bermond eigendom was van het Russische Rijk. De Russische culturele associatie in Nice was de huurder en beheerder van de kerk. Naar het standpunt van de Russische staat is in die juridische verhouding is geen verandering gebracht na de Russische Revolutie in 1917, zodat de huidige Russische staat zich nog steeds als juridisch eigenaar van de kerk beschouwt.
In 2005 werd in opdracht van de Russische staat beslag gelegd op de inventaris van de kerk en werd een rechtszaak aangespannen tegen de Russische culturele associatie in Nice. Het standpunt van de Russische staat is dat in 2008 het 99-jarig huurcontract met de associatie afliep, waarna de volle eigendom weer terugviel aan de Russische staat. Medio november 2006 werd in opdracht van de Russische staat ook op het onroerend goed beslag gelegd. De uitslag van het proces was onzeker, deels omdat de Russische staat op zijn beurt tot op heden aanspraken van buitenlanders, bijvoorbeeld van aandeelhouders van vóór de Russische revolutie, afwijst.
In 2011 werd besloten om de kerk terug te geven aan het Patriarchaat Moskou en het grondgebied eromheen te erkennen als deel van de Russische Federatie.